# 군산 구 남조선전기주식회사
군산 구 남조선전기주식회사는 대한민국 전북특별자치도 군산시 신창동에 있는 건축물이다. 2018년 8월 6일 대한민국의 국가등록문화재 제724호로 지정되었다.

## 개요
근대문명의 기반이 된 전기의 생산 및 공급과 관련하여 일제강점기 소규모 전기회사들의 합병 및 해방 후 한국전력으로 이어지는 역사를 보여주는 건축물로서 역사적 가치를 갖고 있고, 모더니즘 경향의 외관과 계단실 등의 처리가 특징적이다.

## 참고 자료
- 군산 구 남조선전기주식회사 - 국가유산청 국가유산포털